# Црква сабора светог архангела Гаврила (Крушевица)
Црква сабора светог архангела Гаврила у Крушевици је верски монумент власотиначког краја. У црквеном саставу је 1858. године отворена школа манастирског интернатског типа, у црквеним конацима. После је школа одвојена од цркве и данас поред четвороразредне, постоји и осморазредна „Карађорђе Петровић“ у коју похађају деца из суседних села: Доњег Дејана, Црнатова, Равног Дела, Бољара и Крушевице.
Према старим записима, сматра се да је крушевачка црква основана тридесетих и четрдесетих година XIX. века. Ђорђе Петровић - Црнобарац, тадашњи председник општине, сакупљао је прилог за доградњу црквеног трема, а да је 1893. године урађен и живопис. Цркверно звоно је у дворишту цркве. Ливено је 1885. године за време владавине Краља Милана I.
Црква је 1923. године реновинирана на интервенцију оца Јована и тадашњег председника општине Алексе Славковића и то сакупљањем добровољног прилога, јер је тада био попустио темељ цркве. Залагањем свештеника Радивоје Давинића, 1931. године у црквеном дворишту подигнут је парохијски дом. Захваљујући Спаски Краинчанићу из Власотинца, подигнута је стара црквена кућа и ограђена велика порта. Црква је страдала за време Првог светског рата. Последњу поправку цркве извршио је отац Зоран Стојановић (данашњи архијерески намесник власотиначки) док је служио при овој цркви и овде живео са својом породицом крајем седамдесетих и почетком осамдесетих година XX. века.
Постојале су две парохије: крушевичка (Велика Крушевица, Црнатово, Бољаре, Црна Бара) и дејанска (Дејан, Равни Дел и мала Крушевица). Крушевачка парохија је 1924. године имала 2278 душа, а дејанска 1882 душа.
Свештеници који су служили при овој цркви: 
- Поп Стојан (пре ослобођења од турака 1878).
- Поп Коста (такође пре ослобођења 1878),
- Поп Станко Цоцин „от дејан“ (око 1866),
- Онуфије Поповић (1875—1895),
- Михајло Стефановић, парох дејански (око 1893),
- Димитрије Ц. Здравковић (1895—1915),
- Марко Фисић, парох дејански (око 1908),
- Јован Поповић (од око 1908),
- Јован Милојковић (1919—1923),
- Радивоје Давинић (1924—1952),
- Николај Базбај (руски емигрант),
- Добривоје Шушулић, парох крушевачки (пред крај XX. века)
- Зоран Стојановић (данашњи арх. намесмик власотиначки, који данас у XXI. веку опслужује ове парохије).

У време партијског комунистичког система тадашње СФРЈ, негде седамдесетих година партијски неистомишљеници и просветни радници у селу Крушевица су са одобрењем тадашњег свештеника Зорана Стојановића играли фудбал за тадашњи сеоски клуб који се такмичио у општинској лиги. Комунистичка партија је казнила просветаре који су додатно имали проблема на радном месту у сеоској школи, а свештенику је било забрањено да игра фудбал са омладином.